# Volrath von Hellermann
Volrath Hellermann, ab 1743 von Hellermann (* 14. September 1686 in Petershagen; † 9. Dezember 1756 in Kolberg) war ein preußischer Oberst und Kommandant der Festung Kolberg.

## Leben
Hellermann, der Sohn des Amtsschreibers Walrad Hellermann (1615–1697) zu Petershagen, hatte zunächst einen geistlichen Beruf ergreifen wollen, war dann jedoch in den Militärdienst eingetreten und 1703 beim Golzschen Regiment Soldat geworden. Von 1703 bis zum Utrechter Frieden nahm er an allen preußischen Kriegseinsätzen teil. 1715 wohnte er der Belagerung Stralsund bei. 1721 wurde er Leutnant. 1732 wurde er zum Kapitän beim Infanterieregiment „Kronprinz“ befördert.
Drei Jahre nachdem Friedrich II. König geworden war und die Regierungsgeschäfte übernommen hatte, ernannte er Hellermann am 27. Juli 1743 zum Obristen, übertrug ihm die Verantwortung für das Glaubitzsche Garnisonsbataillon zu Kolberg und erhob ihn am selben Tag in den preußischen Adelsstand. Damit wurde er zum Stifter des Adelsgeschlechts von Hellermann.
Hellermann starb mit 71 Jahren in Kolberg. Neuer Kommandant wurde Oberst Georg Arnold von Grolman.
Am 30. September 1718 heiratete Hellermann in Wesel die Holländerin Marie Elisabeth Seegers. Nach ihrem Tod heiratete er Sabine Elisabeth Brunsleben. Sein ältester Sohn Friedrich wurde Landrat des Kreises Fürstenthum in Hinterpommern, sein zweiter Sohn Wilhelm (* 1733) starb während des Siebenjährigen Krieges als Premierleutnant in einem Lazarett in Dresden.